# 軽井沢町立軽井沢西部小学校
軽井沢町立軽井沢西部小学校（かるいざわちょうりつかるいざわせいぶしょうがっこう）は、長野県北佐久郡軽井沢町にある公立小学校。

## 所在地
- 長野県北佐久郡軽井沢町大字追分1136番地

## 沿革
- 1889年（明治22年） - 小学校令により追分尋常小学校設立[1]。
- 1911年（明治44年） - 茂沢分教場設立[1]。
- 1922年（大正11年） - 追分尋常高等小学校と改称[1]。
- 1941年（昭和16年）4月1日 - 国民学校令に基づき、追分国民学校と改称。
- 1942年（昭和17年） - 軽井沢第三国民学校と改称をする[1]。
- 1947年（昭和22年）4月1日 - 学制改革により、軽井沢町立軽井沢西小学校となる。
- 1956年（昭和32年） - 軽井沢西部小学校と改称[1]。
- 1963年（昭和38年） - 茂沢冬季分室が廃止となる[1]。

## 校歌
- 龍野咲人 作詞
- 小山清茂 作曲[1]

## 学区
通学区域は以下の通り
- 大字追分
  - 追分区、三ツ石区
- 大字長倉
  - 借宿区、大日向区、茂沢区、浅間台区、つくしケ丘区

## 卒業後の進路
卒業生は公立中学校に進学する場合、基本的に軽井沢町立軽井沢中学校へ進学する。